# キャセイ・パシフィック航空700Z便爆破事件
キャセイ・パシフィック航空700Z便爆破事件（キャセイ・パシフィック航空700Zびん ばくはじけん）とは、1972年6月15日に発生した航空機爆破事件である。

## 事件の概略
1972年6月15日、シンガポール発タイ・バンコク経由香港行きとして運行中のキャセイパシフィック航空（当時イギリス領香港籍）700Z便コンベア880（登録記号VR-HFZ）は、バンコクを離陸して、南ベトナムの中央高地上空8840メートルを時速648キロメートルで飛行していた。
この航空路はベトナム戦争のため、アメリカ軍による北ベトナム爆撃やベトコン掃討に向かうための軍用機に優先されていた。そのため、この民間航空機用の回廊のような航空路を通過する民間旅客機は乗務員が外を監視するのが常であった。
現地時間午後2時ごろに700Z便は突如空中爆発を起こし、サイゴン（現：ホーチミンシティー）から300キロメートル離れたプレイクのジャングルに墜落した。これにより旅客機に搭乗していた乗員10名、乗客71名のあわせて81名全員が犠牲になった。乗客には様々な国籍の人々が含まれており、その中には日本人17名が含まれていた。そのうち12名は東南アジアへの研修旅行から帰国する途中であった群馬県のプロパンガス販売業者の一行であり、いずれも群馬県内の同業界の重鎮達であった。

## 事故原因
当初、アメリカ空軍機の誤射や、なんらかの不幸な原因によって故意もしくは過失によって撃墜されたとみられていた。事実、事故発生時には付近にアメリカ軍機が7機飛行しており、アメリカ軍機に向けてベトコンが発射した地対空ミサイルが直撃した可能性も否定できなかった。
しかし、事故原因の調査の結果、機内で発生した破片が外側に向かって飛び散った痕跡が発見されたため、爆発は機外による要因ではなく、機内で発生したことが明らかになった。フライト・データ・レコーダーの解析によって、まず貨物室に仕掛けられた爆弾が爆発し、その衝撃により機内から飛び出した座席が垂直尾翼と右翼の燃料タンクを破壊し火災が発生、さらにはコントロールケーブルの損傷により操縦不能に陥った機体は、分解しながら高速で落下したと推定された。

### 被疑者
タイの捜査機関は、婚約者の女性とその娘を殺害して保険金を詐取することを目的に、彼女のスーツケースに爆弾を仕掛けた被疑者として、タイ警察の大尉を逮捕し起訴した。しかし、有罪は立証できず大尉は2年後に無罪となった。